# Thomas Rupprath
Thomas Rupprath (* 16. März 1977 in Neuss) ist ein ehemaliger deutscher Schwimmer.

## Werdegang

### Familie
Thomas Rupprath ist verheiratet, jedoch lebt er getrennt und hat eine neue Partnerin (Stand Juli 2025). Er hat einen Sohn und eine Tochter, und lebt in Rostock.

### Werdegang
Thomas Rupprath lernte das Schwimmen im Alter von 7 Jahren im Neusser Schwimmverein. Er ist auch heute noch Mitglied des Vereins, startet aber inzwischen für den SC Empor Rostock 2000, vorher startete Rupprath für die Wasserfreunde Hannover. Seit September 2009 hat er auch Startrecht für den SV Würzburg 05, mit dessen Mannschaft er dann auch zum ersten Mal die Deutsche Mannschaftsmeisterschaft errang. 1990 nahm er zum ersten Mal an den Deutschen Jugendmeisterschaften teil.
Die ersten großen Siege errang er bei den Deutschen Jugendmeisterschaften 1994, als er die Wettbewerbe über 100 m Rücken und 200 m Lagen gewann.
Diese Erfolge konnte er 1995 wiederholen und konnte außerdem über 200 m Rücken, 100 m & 200 m Schmetterling gewinnen. In den folgenden Jahren kamen dann auch Erfolge auf internationaler Ebene hinzu. Der erste davon war der Europameistertitel über 100 m Schmetterling auf der Kurzbahn (25 m) im Jahr 1996.
Nachdem er in den Jahren 2002 und 2003 einige Weltrekorde aufstellen konnte (50 m & 100 m Rücken, 100 m Schmetterling und 100 m Lagen), errang er bei den Weltmeisterschaften in Barcelona mit einem neuen Weltrekord über 50 m Rücken seinen ersten Weltmeistertitel. 2004 konnte er diesen Titel auch auf der Kurzbahn gewinnen.
Bei den Olympischen Spielen 2004 in Athen war er zusammen mit Steffen Driesen, Jens Kruppa und Lars Conrad im Wettbewerb über 4 × 100 m Lagen erfolgreich und gewann die Silbermedaille in Europarekordzeit (3:33,62 min). Auch an den Olympischen Spielen 2008 in Peking nahm er, allerdings erfolglos, teil. Er kommentierte seine eigene Leistung mit „Das hatte mit Leistungssport nichts mehr zu tun“.
Im Jahr 2005 wurde Rupprath vor dem zweitplatzierten Steffen Deibler zum Schwimmer des Jahres in Deutschland gewählt. Am 26. Juni 2010 beendete Rupprath seine Karriere.
Vom 14. bis 29. Januar 2011 nahm er an der Reality-Show Ich bin ein Star – Holt mich hier raus! des TV-Senders RTL teil, die er als Drittplatzierter beendete.
Während der Olympischen Spiele in London kommentierte er zusammen mit Matthias Stach die Schwimmwettbewerbe für den TV-Sender Eurosport. Dies machte Rupprath auch während der Schwimmweltmeisterschaften 2015 in Kasan und 2017 in Budapest.
Im April 2016 nahm Rupprath an der Sendung Die große ProSieben Völkerball Meisterschaft teil. Im Juni 2016 wirkte er in der RTL-Show Schau mir in die Augen – Promis unter Hypnose mit.

## Rekorde
| Deutsche Rekorde (1)           | Deutsche Rekorde (1) | Deutsche Rekorde (1) | Deutsche Rekorde (1) |
| ------------------------------ | -------------------- | -------------------- | -------------------- |
| 200 m Schmetterling (Kurzbahn) | 01:51,21 min         | 1. Dezember 2001     | Rostock              |
| (Stand: 25. Juni 2025)         |                      |                      |                      |